# Seventeen Going Under
Seventeen Going Under è il secondo album in studio del musicista inglese Sam Fender, pubblicato nel 2021.

## Tracce
Edizione standard
1. Seventeen Going Under – 4:57
2. Getting Started – 3:09
3. Aye – 3:06
4. Get You Down – 4:23
5. Long Way Off – 3:49
6. Spit of You – 4:33
7. Last to Make It Home – 5:21
8. The Leveller – 4:01
9. Mantra – 4:16
10. Paradigms – 3:45
11. The Dying Light – 3:57

Tracce bonus nell'edizione deluxe
1. Better of Me – 3:48
2. Pretending That You're Dead – 2:58
3. Angel In Lothian – 4:11
4. Good Company – 4:46
5. Poltergeists – 2:31